# تایوان موبایل
تایوان موبایل (انگلیسی: Taiwan Mobile) شرکت مخابرات تایوانی است، که در سال ۱۹۹۷ تأسیس شد و هم‌اکنون زیرمجموعه‌ای از شرکت فوبان می‌باشد.